# Wolfgang Beer (Politiker)
Wolfgang Beer (* 2. April 1959 in Wien; † 31. Oktober 2021) war ein österreichischer Politiker (SPÖ). Er gehörte von November 2007 bis zu seinem Tod im Oktober 2021 dem Bundesrat an.

## Ausbildung und Beruf
Nach der Volks- und der Hauptschule besuchte Beer von 1973 bis 1977 die Höhere Technische Bundeslehranstalt für Elektrotechnik in Wien. Anschließend besuchte er für zwei Jahre eine Fachschule für Elektrotechnik.
Seit 1980 arbeitete Beer als Beamter bei der Post- und Telegraphenverwaltung. Im Jahr 1986 legte er die Beamtenaufstiegsprüfung ab. Von 1991 bis 1998 war er Vorsitzender des Vertrauenspersonenausschusses im Fernmeldetechnischen Zentralamt.

## Politische Ämter
Im Jahr 1992 wurde Beer zum Vorsitzenden der Sektion 11 der SPÖ Favoriten, seit 1994 saß er dort im Bezirksrat. Im Jahr 1995 wurde er Vorsitzender der Verkehrskommission. Seit 2001 gehörte er dem Vorstand der SPÖ Favoriten an. Im November 2007 zog er als Nachfolger von Peter Florianschütz in den österreichischen Bundesrat ein.
Die Schwerpunkte der Arbeit von Beer lagen im Gleichbehandlungsausschuss, dem Ausschuss für Verfassung und Föderalismus sowie dem Ausschuss für auswärtige Angelegenheiten.

## Privates
Wolfgang Beer war verheiratet und lebte in Wien. Er starb Ende Oktober 2021.

## Auszeichnungen
- 2018: Großes Silbernes Ehrenzeichen für Verdienste um die Republik Österreich[2]